# Léonor d'Orléans-Longueville
Léonor d'Orléans-Longueville (1540 – Blois, 7 agosto 1573), membro della famiglia degli Orléans-Longueville, ramo collaterale dei Valois, duca di Longueville, principe di Châtellaillon, marchese di Rothelin, conte di Montgommery e conte di Tancarville, visconte d'Abberville, visconte di Melun, conte di Neufchâtel e di Valangin, fu governatore di Picardie e Normandia e uno dei principali capi militari delle guerre di religione in Francia.

## Biografia
Figlio di Francesco d'Orléans-Longueville (1513-1548) e di sua moglie Jacqueline de Rohan-Gyé (1520 - 1587), Léonor ereditò nel 1551 la contea di Neuchâtel alla morte del nipote Francesco III d'Orléans-Longueville, deceduto senza eredi. Fu a questo punto che Guglielmo I d'Orange e suo nipote Giacomo di Savoia-Nemours contestarono tale successione ma quando Guglielmo I si rese conto che con tale mossa non avrebbe ottenuto l'appoggio degli stati confederati svizzeri nella sua lotta contro gli Asburgo, si accontentò del possesso di alcune roccaforti in Borgogna. Giacomo di Savoia-Nemours, invece, non ebbe pretese territoriali ma ottenne che, data la sua minore età, Léonor fosse sottoposto ad un consiglio di reggenza sulla contea di Neuchâtel che comprendesse lui stesso e sua madre. Léonor era però sempre più intenzionato a governare autonomamente e pertanto chiamò nel 1557 a suo giudizio la città di Berna come arbitra, la quale predispose che lo stesso Léonor avrebbe dovuto essere l'unico conte di Neuchâtel dopo aver pagato 6.000 lire di indennizzo e la vendita dei propri territori borgognoni per la somma di 2.000 lire a Giacomo di Savoia-Nemours.
A livello militare, Léonor combatté nelle prime guerre d'Italia e venne fatto prigioniero dagli imperiali nella Battaglia di San Quintino del 1557. Egli ottenne da Carlo IX di Francia il titolo di principe del sangue.
Morì nel 1573 a Blois e venne poi sepolto a Châteaudun.

## Matrimonio e figli
Nel 1563 Léonor sposò Maria di Borbone, duchessa d'Estouteville (1539-1601), dalla quale ebbe i seguenti figli:
- Enrico I di Orléans-Longueville, duca di Longueville e conte di Neuchâtel;
- Francesco, duca di Fronsac;
- Antonietta d'Orléans-Longueville (Trie-Château, 1572 - Poitiers, 24 aprile 1618), sposò Charles de Gondi (figlio del duca Albert de Gondi);
- Éléonore (1573 † 1639), signora di Gacé, si sposò nel 1596 con Charles de Goyon de Matignon (1564-1648).

## Ascendenza
|                                 |                     |                                 | Genitori                          |  |  | Nonni |  |  | Bisnonni                         |  |  | Trisnonni                             |  |
|                                 |                     |                                 |                                   |  |  |       |  |  | François I d'Orléans-Longueville |  |  | Jean de Dunois, il Bastardo d'Orléans |  |
|                                 |                     |                                 |                                   |  |  |       |  |  | François I d'Orléans-Longueville |  |  | Jean de Dunois, il Bastardo d'Orléans |  |
|                                 |                     | Marie d'Harcourt                |                                   |  |  |       |  |  | François I d'Orléans-Longueville |  |  |                                       |  |
| Louis I d'Orléans-Longueville   |                     |                                 |                                   |  |  |       |  |  | François I d'Orléans-Longueville |  |  |                                       |  |
|                                 |                     | Agnese di Savoia                | Ludovico di Savoia                |  |  |       |  |  |                                  |  |  |                                       |  |
|                                 |                     | Agnese di Savoia                | Ludovico di Savoia                |  |  |       |  |  |                                  |  |  |                                       |  |
|                                 |                     | Agnese di Savoia                | Anna di Cipro                     |  |  |       |  |  |                                  |  |  |                                       |  |
| François d'Orléans-Longueville  |                     | Agnese di Savoia                |                                   |  |  |       |  |  |                                  |  |  |                                       |  |
|                                 |                     | Philipp von Hachberg-Sausenberg | Rudolf IV von Hachberg-Sausenberg |  |  |       |  |  |                                  |  |  |                                       |  |
|                                 |                     | Philipp von Hachberg-Sausenberg | Rudolf IV von Hachberg-Sausenberg |  |  |       |  |  |                                  |  |  |                                       |  |
|                                 |                     | Philipp von Hachberg-Sausenberg | Marguerite de Vienne              |  |  |       |  |  |                                  |  |  |                                       |  |
| Johanna von Hachberg-Sausenberg |                     | Philipp von Hachberg-Sausenberg |                                   |  |  |       |  |  |                                  |  |  |                                       |  |
|                                 |                     | Maria di Savoia (1463-1511)     | Amedeo IX di Savoia               |  |  |       |  |  |                                  |  |  |                                       |  |
|                                 |                     | Maria di Savoia (1463-1511)     | Amedeo IX di Savoia               |  |  |       |  |  |                                  |  |  |                                       |  |
|                                 |                     | Maria di Savoia (1463-1511)     | Yolande de Valois                 |  |  |       |  |  |                                  |  |  |                                       |  |
| Léonor d'Orléans-Longueville    |                     | Maria di Savoia (1463-1511)     |                                   |  |  |       |  |  |                                  |  |  |                                       |  |
|                                 | Pierre de Rohan-Gié | Louis I de Rohan-Guéméné        |                                   |  |  |       |  |  |                                  |  |  |                                       |  |
|                                 | Pierre de Rohan-Gié | Louis I de Rohan-Guéméné        |                                   |  |  |       |  |  |                                  |  |  |                                       |  |
|                                 | Pierre de Rohan-Gié | Marie de Montauban              |                                   |  |  |       |  |  |                                  |  |  |                                       |  |
| Charles de Rohan-Gié            | Pierre de Rohan-Gié |                                 |                                   |  |  |       |  |  |                                  |  |  |                                       |  |
|                                 |                     | Françoise de Penhoët            | Guillaume de Penhoët              |  |  |       |  |  |                                  |  |  |                                       |  |
|                                 |                     | Françoise de Penhoët            | Guillaume de Penhoët              |  |  |       |  |  |                                  |  |  |                                       |  |
|                                 |                     | Françoise de Penhoët            | Françoise de Maillé               |  |  |       |  |  |                                  |  |  |                                       |  |
| Jacqueline de Rohan-Gié         |                     | Françoise de Penhoët            |                                   |  |  |       |  |  |                                  |  |  |                                       |  |
|                                 |                     | Bernardino Sanseverino          | Girolamo Sanseverino              |  |  |       |  |  |                                  |  |  |                                       |  |
|                                 |                     | Bernardino Sanseverino          | Girolamo Sanseverino              |  |  |       |  |  |                                  |  |  |                                       |  |
|                                 |                     | Bernardino Sanseverino          | Mondella Caetani                  |  |  |       |  |  |                                  |  |  |                                       |  |
| Giovanna Sanseverino            |                     | Bernardino Sanseverino          |                                   |  |  |       |  |  |                                  |  |  |                                       |  |
|                                 |                     | Leonora Piccolomini d'Aragona   | Antonio Piccolomini d'Aragona     |  |  |       |  |  |                                  |  |  |                                       |  |
|                                 |                     | Leonora Piccolomini d'Aragona   | Antonio Piccolomini d'Aragona     |  |  |       |  |  |                                  |  |  |                                       |  |
|                                 |                     | Leonora Piccolomini d'Aragona   | Maria Marzano d'Aragona           |  |  |       |  |  |                                  |  |  |                                       |  |
|                                 |                     | Leonora Piccolomini d'Aragona   |                                   |  |  |       |  |  |                                  |  |  |                                       |  |